# Ледбетер (Кентаки)
Ледбетер (енгл. Ledbetter) насељено је место без административног статуса у америчкој савезној држави Кентаки.

## Демографија
По попису из 2010. године број становника је 1.683, што је 17 (-1,0%) становника мање него 2000. године.
| Група             | 2000.         | 2010.         |
| Белци             | 1.675 (98,5%) | 1.633 (97,0%) |
| Афроамериканци    | 5 (0,3%)      | 4 (0,2%)      |
| Азијати           | 2 (0,1%)      | 7 (0,4%)      |
| Хиспаноамериканци | 9 (0,5%)      | 18 (1,1%)     |
| Укупно            | 1.700         | 1.683         |